# Hrabstwo Merrimack
Hrabstwo Merrimack (ang. Merrimack County) – hrabstwo w stanie New Hampshire w Stanach Zjednoczonych. Obszar całkowity hrabstwa obejmuje powierzchnię 956,49 mil² (2477,3 km²). Według szacunków United States Census Bureau w roku 2010 miało 146 445 mieszkańców.
Hrabstwo powstało w 1823 roku.

## Miejscowości
- Allenstown
- Andover
- Boscawen
- Bow
- Bradford
- Canterbury
- Chichester
- Concord
- Danbury
- Dunbarton
- Epsom
- Franklin
- Henniker
- Hill
- Hooksett
- Hopkinton
- Loudon
- New London
- Newbury
- Northfield
- Pembroke
- Pittsfield
- Salisbury
- Sutton
- Warner
- Webster
- Wilmot

## CDP
- Blodgett Landing
- Bradford
- Contoocook
- Henniker
- Hooksett
- Loudon
- New London
- Pittsfield
- South Hooksett
- Suncook
- Warner[4]

| Populacja hrabstwa w poprzednich latach | Populacja hrabstwa w poprzednich latach |
| Rok                                     | Liczba ludności                         |
| --------------------------------------- | --------------------------------------- |
| 1980                                    | 98 038                                  |
| 1990                                    | 120 005                                 |
| 2000                                    | 136 225                                 |
| 2005                                    | 146 881                                 |